# Municipio de Perry (condado de Stark)
El municipio de Perry (en inglés: Perry Township) es un municipio ubicado en el condado de Stark en el estado estadounidense de Ohio. En el año 2010 tenía una población de 28353 habitantes y una densidad poblacional de 470,1 personas por km².

## Geografía
El municipio de Perry se encuentra ubicado en las coordenadas 40°46′17″N 81°28′3″O / 40.77139, -81.46750. Según la Oficina del Censo de los Estados Unidos, el municipio tiene una superficie total de 60.31 km², de la cual 59.77 km² corresponden a tierra firme y (0.9%) 0.54 km² es agua.

## Demografía
Según el censo de 2010, había 28353 personas residiendo en el municipio de Perry. La densidad de población era de 470,1 hab./km². De los 28353 habitantes, el municipio de Perry estaba compuesto por el 94.56% blancos, el 2.87% eran afroamericanos, el 0.15% eran amerindios, el 0.42% eran asiáticos, el 0.01% eran isleños del Pacífico, el 0.48% eran de otras razas y el 1.5% pertenecían a dos o más razas. Del total de la población el 1.54% eran hispanos o latinos de cualquier raza.